# Volby do zastupitelstva města Kamenice nad Lipou 2022
Volby do zastupitelstva města Kamenice nad Lipou se konaly 23. a 24. září 2022. Voleb se z účastnilo 1370 z 2962 oprávněných voličů. Volilo se 15 zastupitelů.
Vítězem se stalo Sdružení nezávislých kandidátů NOVÁ KAMENICE se ziskem 27,72% hlasů. Jako druhá kandidátka Společně pro Kamenici nad Lipou s 21,85% hlasů. S 19,41% uspěla nově kandidující PŘÍSAHA.
Dosavadně vládní ČSSD se propadla na 20,91%, propad zaznamenalo také hnutí Veřejný prostor lidem a Vyšší princip se ziskem 10,11%.
Na ustanovujícím zastupitelstvu byl zvolen novým starostou Tomáš Tesař (SNK NOVÁ KAMENICE) a následně místostarostou dosavadní starosta Jaromír Pařík (ČSSD). Členy rady byli zvoleni Jaroslav Houser (SNK NOVÁ KAMENICE), Zdeněk Velíšek (Společně pro Kamenici) a Václav Spěváček (Společně pro Kamenici).

## Výsledky
| Strana                                | Hlasy | %      | Mandáty | +/- |
| ------------------------------------- | ----- | ------ | ------- | --- |
| SNK NOVÁ KAMENICE                     | 4991  | 27,72% | 5/15    | 5▲  |
| Společně pro Kamenici                 | 3935  | 21,85% | 3/15    | 3▲  |
| Česká strana sociálně demokratická    | 3766  | 20,91% | 3/15    | 1▼  |
| PŘÍSAHA Roberta Šlachty               | 3495  | 19,41% | 3/15    | 3▲  |
| Veřejný prostor lidem a Vyšší princip | 1820  | 10,11% | 1/15    | 2▼  |

## Zvolení zastupitelé
| Jméno              | Strana                | Počet hlasů | Pořadí        | Pořadí  |
| Jméno              | Strana                | Počet hlasů | Na kandidátce | Konečné |
| ------------------ | --------------------- | ----------- | ------------- | ------- |
| Jaroslav Houser    | SNK NOVÁ KAMENICE     | 601         | 2.            | 1.      |
| Tomáš Tesař        | SNK NOVÁ KAMENICE     | 503         | 1.            | 2.      |
| Martin Dvořák      | SNK NOVÁ KAMENICE     | 393         | 5.            | 3.      |
| Luboš Mrázek       | SNK NOVÁ KAMENICE     | 379         | 6.            | 4.      |
| Luděk Urban        | SNK NOVÁ KAMENICE     | 285         | 3.            | 5.      |
| Jan Strašík        | Společně pro Kamenici | 411         | 1.            | 1.      |
| Zdeněk Velíšek     | Společně pro Kamenici | 377         | 3.            | 2.      |
| Václav Spěváček    | Společně pro Kamenici | 328         | 4.            | 3.      |
| Jaromír Pařík      | ČSSD                  | 401         | 1.            | 1.      |
| Iva Jeníčková      | ČSSD                  | 385         | 4.            | 2.      |
| Milan Bělé         | ČSSD                  | 318         | 2.            | 3.      |
| Jaroslav Kubiska   | PŘÍSAHA               | 470         | 1.            | 1.      |
| Petr Valeš         | PŘÍSAHA               | 426         | 2.            | 2.      |
| Karolína Kubisková | PŘÍSAHA               | 305         | 5.            | 3.      |
| Luboš Pařil        | Veřejný prostor       | 263         | 2.            | 1.      |